# 防府信用金庫

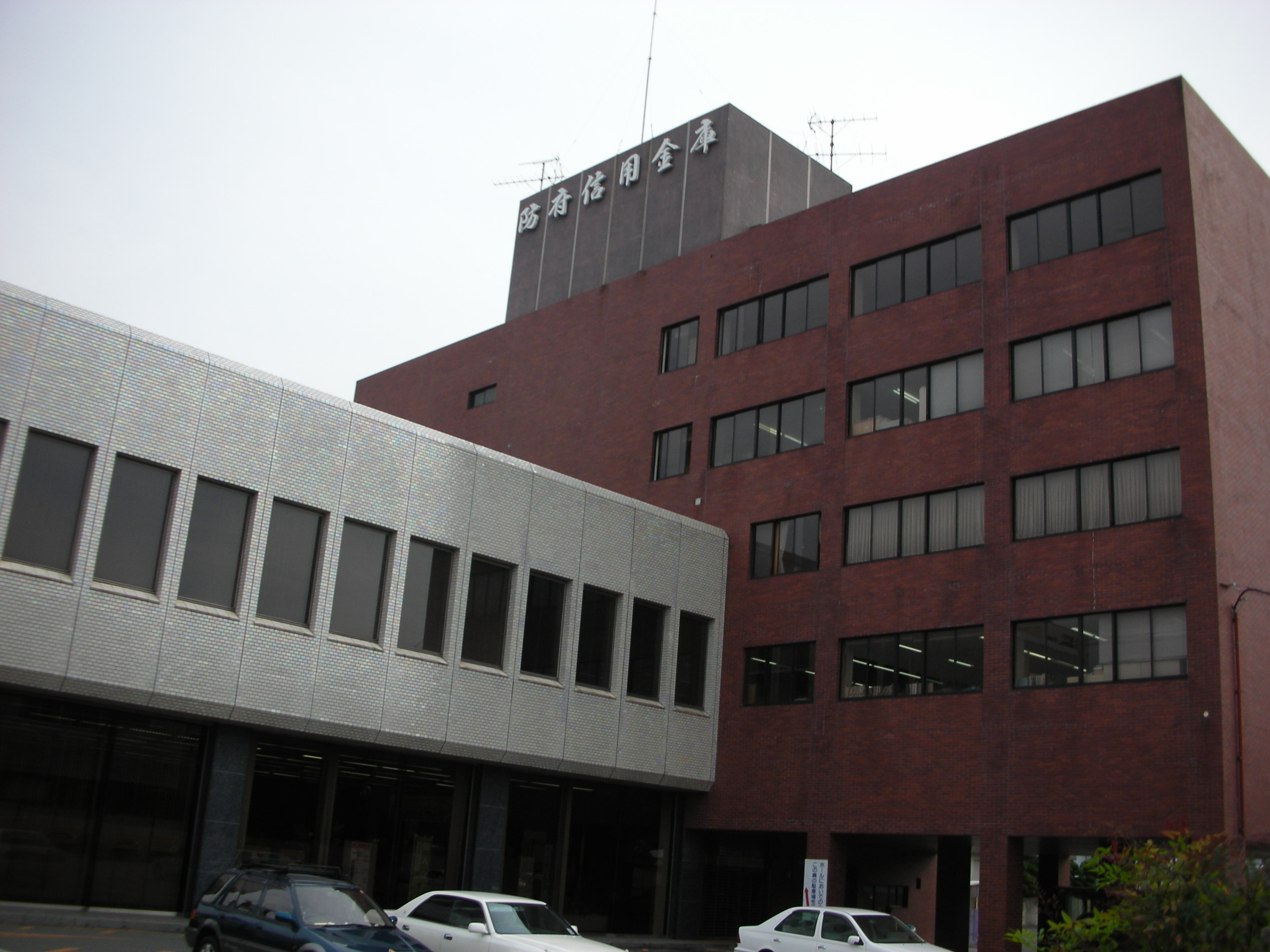
山口県防府市　防府信用金庫本店（2006年11月）

防府信用金庫（ほうふしんようきんこ）は、山口県防府市に本店を置いていた信用金庫。2012年11月26日に東山口信用金庫と対等合併した（存続金庫は東山口信金）。合併直前の店舗数は9店舗。県央部の防府市・山口市・周南市を営業区域としていた。

## 沿革
- 1911年7月 - 無限責任防府購買販売組合として設立。
- 1918年6月 - 無限責任防府信用組合に改組。
- 1943年8月 - 市街地信用組合に改組。
- 1950年4月 - 信用共同組合に改組。
- 1951年10月 - 防府信用金庫に改組。
- 2008年11月14日 - 柳井市に本店を置く東山口信用金庫との対等合併を発表。当初の発表では合併日を2009年11月24日と予定していたが、人事や事務システムの調整に想定以上の期間を要することから、全国各地にある信用金庫共同事務センターの東西各センターへの集約による日程制限なども重なったことにも配慮し、合併日を2012年11月26日に延期することを発表した[1]。
- 2012年（平成24年）11月26日 - 東山口信用金庫と合併。存続金庫は東山口信用金庫とし、旧防府信用金庫本店を合併金庫の本店とした。新金庫の理事長には旧防府信用金庫理事長の嶋本博が就任[2]。合併に伴い、駅前支店が防府駅前支店に改称され、支店コードは現在の番号に10が足され旧防府信金の店舗は30番台となった。

## ATMについて
防府信用金庫のATM・CD（他の金融機関との共同ATM・CDを除く）では、他の信用金庫のキャッシュカードでも、平日8:45～18:00の入出金、土曜9:00～14:00の出金に限り手数料が無料であった。
また、山口銀行のキャッシュカードでも、平日8:45～18:00の出金は手数料が無料、平日8:00～8:45・18:00～21:00の出金、土曜・休日9:00～17:00の出金は手数料が105円であった（YSネットサービスによる提携）。